# Эрндтебрюкк
Эрндтебрюкк (нем. Erndtebrück) — община в Германии, в земле Северный Рейн-Вестфалия.
Подчиняется административному округу Арнсберг. Входит в состав района Зиген-Виттгенштайн.  Население составляет 7205 человек (на 31 декабря 2010 года). Община является официальным пунктом размещения ВВС ФРГ.

## География

### Географическое положение
Центральная часть коммуны Эрндтебрюкк расположена в котловине среди хребтов горного массива Ротхаргебирге, в месте впадемия реки Бенфе в Эдер. Горная вершина Эбшло возвышается на юге (686,3 м над уровнем моря). Это самая высокая гора на территории коммуны коммуны. К северу от центра посёлка на небольшом водораздельном хребте расположены казармы Хахенберг бывшей технической школы ВВС ФРГ.

### Соседние населённые пункты
Эрндтебрюкк граничит с городами Нетфен, Хильхенбах, Бад-Берлебург и Бад-Ласфе, а также с коммуной Кирххундем района Ольпе.

### Гемаркунги
Территория общины общей площадью 70,86 км² разделена на восемь гемаркунгов: Бальде (051843), Бенфе (051835), Биркельбах с флюром Рёспе (051826), Биркефель (051825), Вомельсдорф (051832), Цинзе (051848), Шамедер (051843) и собственно Эрндтебрюкк (051836).

### Климат
Эрндтебрюкк, расположенный на высоте около 500 м.н.у.м. в котловине верхнего Эдера юго-западной окраины Ротхааргебирге имеет довольно суровый и прохладный климат. Особенно в ясные и безветренные ночи температура может значительно опускаться. Только зимой 2009/10 года она четыре раза опускалась ниже отметки -20°С (минимальное значение -23,4°С 20 декабря 2009 г.). Утром 7 января 2009 г., когда было измерено -24,2 °C, т. е. было ещё холоднее. Зимой 2011/2012 г. снова была достигнута температура -24 °C. Даже в летние месяцы в долине Эдера могут быть заморозки. Это делает Эрндтебрюк одним из самых холодных мест на северо-западе Германии с точки зрения минимальных температур.
Напротив, расположение в этой широкой и довольно плоской долине также благоприятствует высоким дневным температурам при соответствующей солнечной погоде. В целом, среднегодовая температура составляет около +6,5 °C. Количество осадков составляет от 1300 до 1400 мм/год, что вдвое больше, чем в Кёльнской низменности.

## Население
| Год  | Население |
| ---- | --------- |
| 1995 | 8131      |
| 2000 | 7890      |
| 2005 | 7638      |
| 2010 | 7243      |

## Личности
- Генрих Ланге
- Маннус Ридезель